# Gà lôi nước Madagascar
Actophilornis albinucha là một loài chim trong họ Jacanidae.